# Зграфито
Зграфито је сликарска зидна техника, која је настала, и доживела највећи цват, у доба ренесансе и овом је техником била декорисана фасада спољашњости зграда али је употребљавана и за ликовна решања у ентеријеру. Комбинација графике и рељефа примењена на зидне декорације назива се зграфито или техника гребања.
Сграфито (италијански: [зɡрафˈфиːто]; множина: сграффити) је техника декорације зидова, која се производи наношењем слојева гипса обојеног контрастним бојама на влажну површину, или у грнчарији, наношењем два узастопна слоја на непечено керамичко тело oд глазуре, а затим у оба случаја гребање како би се открили делови доњег слоја.

## Техника зграфита
Ова техника је заступљена у Тиролу и у Италији као домаћа уметност одакле се раширила по целој Европи као модерна техника савременог сликарства. Поступак прављења малтера у зграфито техници је сличан као код прављења малтера за фреско сликарство. На суви и наквашени зид се нанесе редак малтер који се састоји од три дела песка и једног дела креча. Пошто малтер мало просуши постави се један други гушћи слој малтера. Овај малтер се постави у дебљини слоја и углача се грубо. Након тога се сачини малтер од два дела креча и једног дела песка са додатком неке интензивне боје, тако да је тај малтер обојен и постави се у дебљини слоја од пола сантиметра и углача мистријом. Пошто се овај слој остави да се просуши постави се следећи, четврти слој малтера у дебљини од пола сантиметра а који не садржи додатак боје и сачини се од једног дела песка и једног дела крече. Овакав малтер се остави да се након углачавање суши барем један сат да би се у њега могло гравирати. Пошто се то изради на то се постави цртеж слободном руком, или по шаблонима помоћу паус-папира, и он се гравира а препоручљиво је да се у зграфито-малтер стави мало цемента да се не би дошло до круњења малтера. Употребљава се пигмент који је отпоран према кречу. Боја се меша претходно са водом а исецање - гравирање се врши алатима који се употребљавају у вајарству. Цртеж се исеца тако да му исецање буде у косини да се на тим местима не задржава вода која би у случају смрзавања могла да изазове оштећења на зграфиту.
Двобојни зграфито на стари начин се добија тако да се доњи слој тамног малтера офарба по узорима у ренесанси фино млевеним угљем или пепелом из спаљене сламе и остави се да се осуши и стврдне и у спољачњи танки слој малтера светле боје се за време влажног стања гребу- гравирају узорци. Ако јепоступак обрнут и горњи слој је црн а доњи је светао настаје „контразграфито. Често се поступак поједностављвао и узорци су се гравирали у једнобојне светле слојеве малтера. После изгребане глатке површине фасаде се резени узорци за кратко време под утицајем временских прилика изгребаних површина у једнообразним малтерима добије разлика у боји.

## Врсте зграфита

### Писамце
Форма која се састоји од правоугаоника подељеног са две дијагонале која припомиње на задње стране омота писма. Фасада која је на овај начин декорисана имитира брушени дијамант или пирамидама заоштрене грађевинске правоугаонике и ствара савршени утисак пластике.

### Орнаменти
Осим узора писма може бити зграфито и геометријски разчлањен помоћу правих, кружницама или јасних криволиниских линија и биљним елементима. Јако су често употребљавани орнаментални, биљни или фигурални мотиви зграфита који садрже већином теме из грчке или римске митологије, слике из Библије, пре свега из Старог закона или разне алегоријске фигуре или призоре.